# Kashiwazaki (Niigata)
Kashiwazaki (柏崎市 Kashiwazaki-shi?) es una ciudad japonesa situada en la prefectura de Niigata. Tiene una población estimada, a fines de marzo de 1960, de 108 331 habitantes.
Tiene una superficie total de 440.03 km².
Fue fundada el 1 de julio de 1940 como la quinta ciudad de la prefectura de Niigata y la ciudad número 162 de Japón.